# Universidade de Jaufe
Universidade de Jaufe é uma universidade regional inaugurada em 2005 em Sacaca, na região de Jaufe, na Arábia Saudita. Foi inaugurada sob decreto real e engloba faculdades em Sacaca e Guraiate supervisionadas pela Universidade Rei Saúde. Com 81 professores, acolhe 5 000 alunos em 25 departamentos científicos.